# 経済地理学会
経済地理学会（けいざいちりがっかい、英語: the Japanese Association of Economic Geographers (JAEG)）は、経済地理学分野の日本の学会。1954年に設立された。会長は松橋公治（2018年度 - 2019年度）。会員数は735名（2011年9月現在）。毎年春に全国大会、秋に地域大会を開催するほか、全国5つの地域支部（北東・関東・中部・関西・西南）で例会を開催している。学会誌『経済地理学年報』は年4回刊行されている。

## 概要
1951年に設立された経済地理研究会を前身とし、1954年に経済地理学会として設立された。設立目的には、社会科学としての地理学の発展が挙げられる。他の学会との相違点として、経済学出身の経済地理学者の多さが指摘されていた。
1990年代末、1970年代頃までマルクス主義地理学の立場にあり、その後国土庁の審議会委員等を歴任するようになった矢田俊文が創始した地域構造論の流れに与する山本健兒を代表幹事とする当時の執行部は、執行役員の選出を評議員による間接選挙で行うよう会則を改定しようとし、それに反対する役員と内訌となった。改定案には、一橋大学の元経済地理学会会長青木外志夫がアピールを出したが、1999年の学会総会に提案された。3時間にわたった総会審議の末に可決された。その直後に行われた学会役員選挙で、矢田俊文が会長に就任した。
時をほぼ同じくして、長年、日本のマルクス経済地理学の発展に貢献した野原敏雄が学会を退会した。当時の事務局は、1979年からは20年間にわたり矢田俊文の流れに与しない水岡不二雄の勤務先である一橋大学現代経済研究室に置かれていた。この事務局は、2000年の総会決議によって2000年夏をめどに地理教育のメッカ東京学芸大学へ移すことが議決されたが、これに強く反対した水岡は、72時間以内に学会資産を撤去するよう総会の場で通告し、退場した。結局、移転作業は総会の2週間後に実施されたが、そのさい、学会への寄贈図書を中心に公開されていた図書室が閉鎖を余儀なくされた。
その後、学会事務局は、2010年1月から東京経済大学に移り、2015年3月から成蹊大学に移っている。
一般会員の顔ぶれをみれば、経済地理学会には、地域構造論の流れに与する者ばかりでなく、経済活動の地誌学的記述を重視する伝統的な記述指向の地理学者や、批判地理学系の地理学者、また、人文地理学系の研究者も参加している（経済学者も参加していないわけではないが、少数である）。しかし、水岡不二雄は、自らが離れた後の経済地理学会について、執行役員が、地域構造論を支持する派の地理学者が中心で、そのほかのスタンスの役員は比較的少数であると批判している。
会則改定前には、批判地理学系の論文が学会誌に掲載され、また、水岡が実行委員長をつとめた40周年記念大会では批判地理学系のテーマが取り上げられたりしたが、矢田俊文が会長に就任して以降は、批判地理学の論文が掲載されることも、大会テーマに取り上げられることはない。また、水岡に同調するマルクス経済学系の研究者も少数である。
「新経済地理学」を標榜する経済学系の研究者らが応用地域学会を中心に活動している状況や、水岡のように学会から離れた有力な研究者が存在することを踏まえると、現在の経済地理学会は、日本の経済地理学の研究潮流の全てを反映しているとは必ずしもいえない。